# Київський район (Київська округа)
Київський район — історичний район у складі Київської округи Української СРР у 1927–1930 роках, до якого входили 45 сільських і 3 селищні ради біля міста Києва.

## Історія
Київський район було утворено на території Київської округи восени 1927 року у складі 48 сільрад. З них у нову межу міста Києва формально повністю входило 6 сільрад (Біличська, Воскресенсько-Слобідська, Горенська, Мишолівська, Позняківська й Совська) і частково ще 3 сільради (Мостищенська, Романівська й Хотівська), хоч вони і підпорядковувалися Київському районному виконавчому комітету.
2 вересня 1930 року було прийнято постанову, якою з 15 вересня Київська та всі інші округи в УСРР ліквідовувалися, а всі райони підпорядковувалися безпосередньо центральному уряду УСРР. Також місто Київ і 17 інших міст УСРР було виділено в окремі адміністративно-територіальні одиниці підпорядковані центральному уряду (на рівні з іншими районами). Водночас також було розформовано Київський район, так що:
- 44 ради району було підпорядковано Київській міськраді, а саме: Білицьку, Білогородську, Бобрицьку, Бортницьку, Будаївську, Волківську, Вигурівщинську, Вишгородську, Воскресенсько-Слобідську, Гатнянську, Горбовищанську, Гореніцьку, Горенську, Гостомельську, Жилянську, Крюківщинську, Литовсько-Вітянську, Лучанську, Мик.-Борщагівську, Михайлівсько-Рубежівську, Мишолівську, Мостищенську, Мощунську, Ново-Петровську, Осокорівську, Позняківську, Петропавлівсько-Борщагівську, Петрушківську, Пирогівську, Поштово-Вітянську, Романівську, Совську, Софіївсько-Борщагівську, Тарасівську, Троєщинську, Ходосіївську, Хотівську, Шпитківську, Юрівську, Яблунівську, Лісниківську сільради та Ірпенську, Бучанську та Ворзельську селищні ради;
- Музичанську сільраду було включено до складу Бишівського району;
- Гутянську, Лютежську та Старопетровську сільради було включено до складу Димерського району.[4]

## Склад
Загалом до району входило 3 селищні та 45 сільських рад, відповідно до наступного переліку.
Селищні ради:
- Бучанська
- Ворзельська
- Ірпенська

Сільські ради:
- Білицька[5]
- Білогородська
- Бобрицька
- Бортницька
- Будаївська
- Вигурівщинська
- Вишгородська
- Волківська
- Воскресенсько-Слобідська[5]
- Гатнянська
- Горбовищанська
- Гореніцька
- Горенська[5]
- Гостомельська
- Гутянська
- Жилянська
- Крюківщинська
- Литовсько-Вітянська
- Лісниківська
- Лучанська
- Лютежська
- Микільсько-Борщагівська
- Михайлівсько-Рубежівська
- Мишолівська[5]
- Мостищенська[6]
- Мощунська
- Музичанська
- Ново-Петровська
- Осокорівська
- Петропавлівсько-Борщагівська
- Петрушківська
- Пирогівська
- Позняківська[5]
- Поштово-Вітянська
- Романівська[6]
- Совська[5]
- Софіївсько-Борщагівська
- Старопетровська
- Тарасівська
- Троєщинська
- Ходосіївська
- Хотівська[6]
- Шпитківська
- Юрівська
- Яблунівська